# Mario Moretti (archéologue)
Pour les articles homonymes, voir Mario Moretti et Moretti.
Mario Moretti (né le 28 mai 1912 à Rome (Italie) - mort dans cette même ville le 16 janvier 2002) est  un archéologue italien et un étruscologue.

## Biographie
Mario Moretti est né à Rome en 1912. Jusqu'en 1930 il a vécu à Ancône où son père était titulaire de la Soprintendenza delle antichità delle Marche e dell'Abruzzo avant d'être nommé à Rome.
À Rome, il a fréquenté la Facoltà di Lettere où il a obtenu la laurea en 1936 avec Giulio Quirino Giglioli, par une thèse sur le centre d'Ancône publiée par la suite dans la collection « Italia romana : Municipi e Colonie. »
C'est à la fin des années 1930 qu'il a fait la connaissance de Massimo Pallottino et Carlo Pietrangeli.
De 1936 et 1939 il a fait ses études universitaires à la Scuola di Archeologia.
En 1938 Pietro Romanelli, qui avait été son professeur à l'université, l'a fait débuter à la Direzione degli Scavi di Civitavecchia e Tolfa où il a collabaré avec Raniero Mengarelli à la classifica di materiale e revisione inventari (« classification du matériel et révision des inventaires ») finalisés par la  pubblicazione degli scavi di Caere (« publication des fouilles de Caere »).
Il a participé à la Seconde Guerre mondiale, comme lieutenant à partir de 1941 et il a été fait prisonnier en Algérie.
Après la chute du fascisme, il a pris part à la libération italienne et après le conflit la croix de guerre lui a été décernée.
En 1945 il a repris ses activités à Villa Giulia en s'occupant du territoire de l'Étrurie. D'abord inspecteur à Cerveteri, il a été par la suite nommé directeur des fouilles à partir de 1951.
Au cours des années 1950 il a contribué à l'essor de la Soprintendenza dell'Etruria Meridionale, avec Maria Santangelo, Goffredo Ricci, Roberto Vighi, Giuseppe Foti et Umberto Ciotti ainsi qu'à la restructuration du Musée national étrusque de la villa Giulia débuté par Renato Bartoccini.
Sa zone de compétence a englobé Cerveteri, Tarquinia, Tolfa (locale Antiquarium), Allumiere, Bracciano, Blera, San Giovenale ainsi que d'autres communes de la région de Viterbe.
À San Giovenale a débuté la longue collaboration avec l'école d'archéologie suédoise qui s'est poursuivie à Acquarossa et qui a eu comme protagonistes le roi Gustave de Suède et Carl Eric Ostenberg.
À partir de 1957 il a mené des campagnes de fouilles dans la Nécropole de Banditaccia, Monterozzi et Tuscania (« sarcophages des Curunas »).
En 1961 il a succédé à Renato Bartoccini en tant Soprintendente (surintendant).
À ce poste il a été à l'initiative de la Soprintendenza dell'Etruria Meridionale qui a mis en pratique la  décentalisation en créant sur tout son territoire des musées « satellites » de celui de Villa Giulia. Entre 1965 et 1977 ont ainsi été créés les musées de Cerveteri, de Civitavecchia, de Vulci, de Civita Castellana et de Pyrgi ainsi que les Antiquariums de Barbarano, Trevignano, Tuscania et Ischia di Castro.
Il a enseigné dans les années 60 au lycée San Leone Magno à Rome
Ami intime de Massimo Pallottino, il a débuté avec lui les fouilles de Pyrgi qui ont permis de mettre au jour  le haut-relief mythologique du Temple A (1957-1963), et, en 1964, les lamelles de Pyrgi.

## Ouvrages
- avec Guglielmo Maetzke, The Art of the Etruscans, publication Harry N. Abrams, Inc, New York, 1970.  (ISBN 080140021X et 9780801400216)
- Vulci, De Agostini, 1982.
- Cerveteri, De Agostini, 1977.
- Tarquinia, De Agostini.